# Last Alliance
Last Alliance, stylisé LAST ALLIANCE, est un groupe de rock indépendant japonais, originaire de Tokyo.

## Biographie
Last Alliance est formé en 2002 à Tokyo. Le 14 février 2003, ils jouent à l'événement UPRISING vol.1 au Shimokitazawa Attic. Le 18 juin 2003, leur premier album, intitulé Tears Library, est publié au label Tower Records seulement. En septembre 2003, ils effectuent leur première tournée nationale, intitulée TEARS LIBRARY TOUR 2003 en soutien à leur premier album. Le 18 février 2004 sort le deuxième single, YG Service, et le troisième single IO. En avril 2004, ils effectuent la tournée YG Service TOUR 2004 SPRING. Le 11 novembre 2004, ils jouent un concert conjoint, UPRISING × DEAR SWEET NIGHT, avec Dolce au Shinjuku LOFT. 
En février 2005, ils effectuent la tournée Underground Blue en soutien à leur deuxième album. Le 4 février, ils jouent à l'événement UPRISING vol 6 / [LAST ALLIANCE *UNDERGROUND BLUE TOUR START* au Takadanobaba CLUB PHASE. Le 5 octobre 2005, ils sortent un quatrième single, Re: frain
En 2010, le groupe publie son nouvel album, Keep on Smashing Blue. Un an plus tard sort leur album For Staying Real Blue.